# Ratusz w Bisztynku
Ratusz w Bisztynku – nieistniejący, zabytkowy ratusz miejski znajdujący się w Bisztynku, w województwie warmińsko-mazurskim. Budynek został wybudowany w stylu gotyckim w drugiej połowie XIV wieku. Uległ zniszczeniu w wyniku pożaru 13 września 1939 roku i został całkowicie zniszczony w wyniku działań zbrojnych podczas II wojny światowej w 1945 roku, a następnie rozebrany.

## Historia

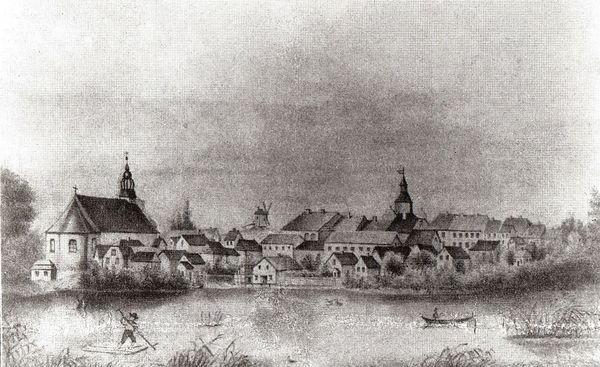
Rycina przedstawiająca Bisztynek w 1868 roku z widocznym ratuszem (wieża po prawej stronie)

Ratusz został zbudowany w drugiej połowie XIV wieku na środku rynku. Razem z kościołem parafialnym był pierwszym budynkiem powstałym po lokacji miasta. Budynek początkowo był siedzibą rady i ławy miejskiej oraz pełnił funkcję handlową. W akcie lokacyjnym miasta z 1385 roku był wymieniany jako dom handlowy, z którego pobór czynszu zastrzegł sobie zwierzchnik miasta m.in. od ław kupieckich, rzeźnickich oraz bud szewskich, którymi budynek był obudowany.
Budynek uległ pożarowi pierwszy raz w 1463 roku. Spłonął całkowicie w 1547 roku razem z większością zabudowy Bisztynka po czym został odbudowany. W roku 1589 ratusz wymieniano jako halę targową, a na jego parterze mieściły się składy kupieckie. Bisztynek spłonął doszczętnie ponownie w 1589 roku. Podczas pożaru spalił się dach, pierwsze piętro oraz budy otaczające ratusz. Budynek został następnie ponownie odbudowany.
Pod koniec XIX wieku od strony szczytu północno-zachodniego, w miejsce kramów, wybudowano budynek sądu. Do ratusza zaczęto dobudowywać małe kamienice. W 1772 roku było ich około 10, w roku 1900 już tylko 5. Kamienice nie zasłaniały jedynie ściany głównej, z głównym wejściem. Władze miasta podejmowały różne zabiegi, aby wykupić przybudówki i je usunąć, lecz te istniały do zniszczenia budynku. Budynek uległ spaleniu w pożarze w 1939 roku, w wyniku podpalenia przez jednego z mieszkańców miasta. Za pośrednictwem władz miasta oraz konserwatora zabytków planowano odbudowę ratusza, w pierwotnej gotyckiej formie z 1589 roku bez przybudówek. Budynek miał być wyposażony w gotyckie okna i odpowiednie sklepienia. Miało to być miejsce reprezentacyjne miasta. Wnętrze miało składać się z kilku dużych sal m.in. sądowej. Z planów odbudowy zrezygnowano podczas II wojny światowej. W roku 1945 ratusz wraz z otaczającą go zabudową przyrynkową został doszczętnie zniszczony w wyniku działań wojennych, a następnie rozebrany.

## Architektura

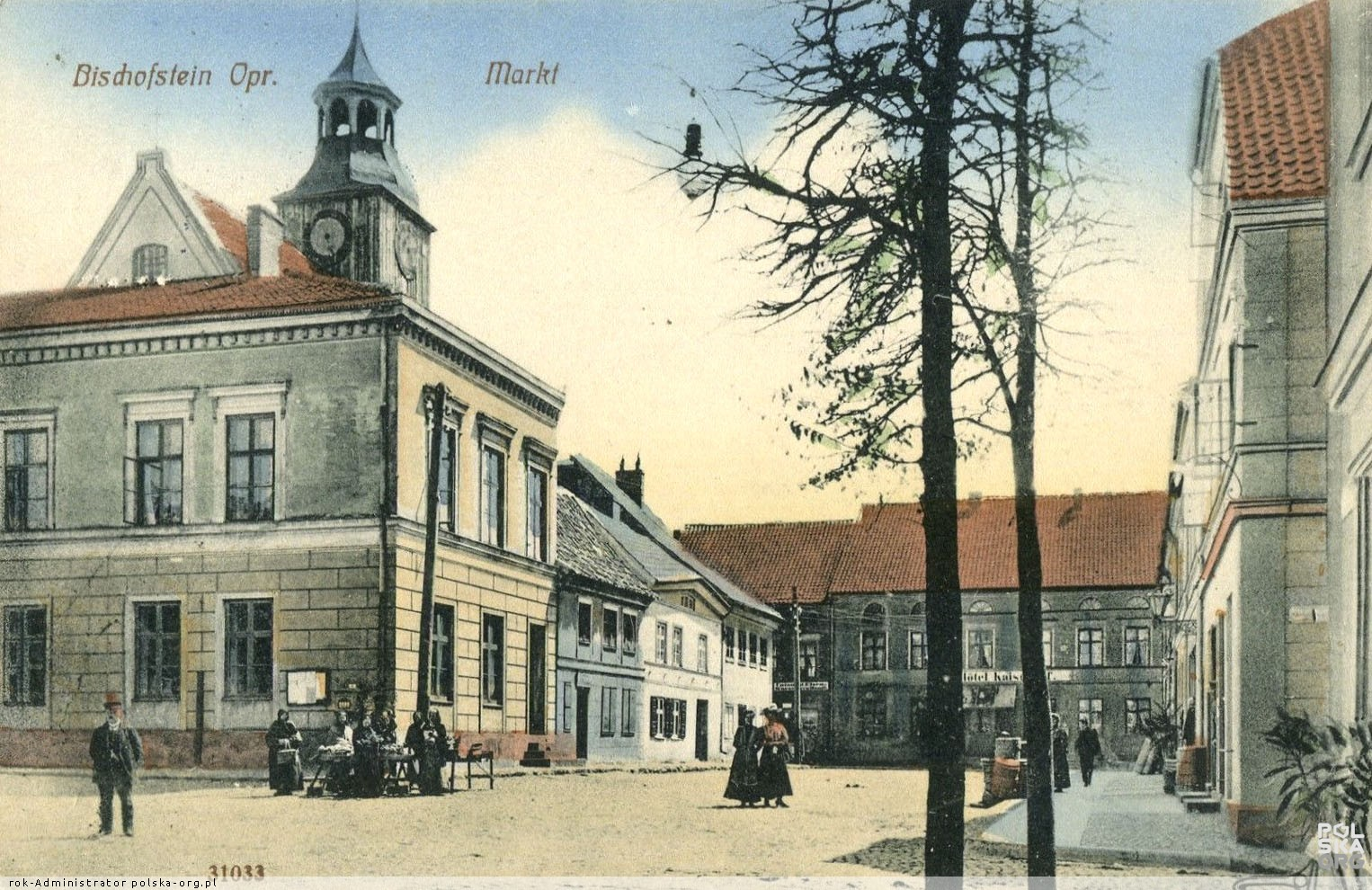
Rynek w Bisztynku z nieistniejącymi budynkami i ratuszem (1916)

Ratusz wzniesiony pośrodku miejskiego rynku w pierwotnej formie był piętrowy, na planie prostokąta o wymiarach 11,34 × 20,69 m. Posiadał piwnice i był zbudowany z kamiennych otoczaków i cegły o dużych rozmiarach. Od strony szczytowej znajdowało się wejście do piwnic; pomieszczenia przyziemia dostępne były od strony dłuższych boków budynku. Na piętrze budynku zlokalizowano dwa pomieszczenia różnej wielkości. W większym, przykrytym stropem, znajdowała się sala rady, w drugim, w późniejszym okresie sklepionym beczkowo, znajdował się gabinet burmistrza. Na pierwsze piętro wiodły drewniane, zewnętrzne schody prowadzące do ostrołukowego portalu, który znajdował się obok północnego narożnika. Wejścia były ostrołukowe, okna zamknięte były łukami odcinkowymi. Na piętrze poniżej okien znajdował się tynkowany fryz obiegający budynek dookoła, poza północno-zachodnią ścianą. Krótsze ściany zwieńczone były szczytami podzielonymi blendami. Dach ratusza był dwuspadowy, pokryty dachówką ceramiczną z sygnaturką umieszczoną pośrodku kalenicy. Ratusz otoczony był małymi kamienicami dobudowanymi w późniejszym czasie. Odsłonięta była tylko ściana północna z głównym wejściem. Na dachu znajdowała się wieżyczka z zegarem.